# روث دبليو. هيلموت
روث دبليو. هيلموت (بالإنجليزية: Ruth W. Helmuth)‏ هي أمينة الأرشيف وأمينة مكتبة أمريكية، ولدت في 29 أغسطس 1918 في كليفلاند في الولايات المتحدة، وتوفيت في 16 يوليو 1997.